# Riksdaler
Ne doit pas être confondu avec rigsdaler.
Le riksdaler est une monnaie introduite en Suède en 1534 sous le nom de daler, dérivé du thaler, et rebaptisée sous son nom définitif en 1604. Elle a été l'unité monétaire principale suédoise entre 1777 et 1873, date de son remplacement par la couronne suédoise.

## Histoire

### De 1534 à 1777
Initié par Gustav Vasa en 1534, la monnaie officielle en circulation est le daler ou dahler, subdivisé en 4 mark ou 32 øre ; 1 mark = 24 örtugs. On trouve des pièces d’argent ou de cuivre, celles d’argent ont une valeur faciale trois fois supérieure à celles de cuivre. En 1776, la monnaie prend le nom de riksdaler divisée en 48 skillings, eux-mêmes divisés en 12 rundstycken ou ore.

### De 1777 à 1873
En 1777, un édit royal fait du riksdaler la monnaie officielle de la tenue des comptes en Suède. Le riksdaler vaut alors 6 dahlers d’argent, ou 18 dahlers de cuivre. Les pièces frappées ont des valeurs de 1, 2⁄3, 1⁄3, 1⁄6, 1⁄12 et 1⁄24 de riksdaler.